# In Real Life (album)
In Real Life è il settimo album in studio della cantante statunitense Mandy Moore, pubblicato nel 2022.

## Tracce
1. In Real Life – 3:52
2. Heartlands – 3:34
3. Little Dreams – 3:27
4. Just Maybe – 3:48
5. Living In the In Between – 3:01
6. In Other Words – 4:10
7. Four Moons – 3:35
8. Little Victories – 3:52
9. Heavy Lifting – 3:42
10. Brand New Nowhere – 3:17
11. Every Light – 4:19